# Rico Linhas Aéreas
A Rico Linhas Aéreas S/A foi uma companhia aérea regional brasileira com sede no Aeroporto Internacional Eduardo Gomes, em Manaus, autorizada a operar transportes de passageiros e serviços de carga na região amazônica.
A companhia foi fundada em 1960 e foi reorganizada em 1 de junho de 2010, mas em 7 de junho de 2011 teve sua licença de operação cancelada.

## História
Foi autorizada a operar como transportadora aérea regional em 1996, mas sua história é muito mais antiga. Em 1952, o imigrante turco Yurtsever Munur, conhecido como Comandante Mickey, que trabalhava como mecânico de avião em Nova Xavantina, Mato Grosso, comprou uma aeronave e começou a voar pela região. As operações consistiram de transporte de cargas para locais de mineração de ouro da região usando aviões de pequeno porte.
Durante a década de 1960, Mickey começou uma pequena empresa de táxi aéreo chamado Táxi Aéreo Rondônia, especializada em voar para centros de mineração de ouro em Rondônia e com sede em Porto Velho. Durante a construção da rodovia Transamazônica na década de 1970, a empresa mudou sua sede para Manaus, e oferecia serviços aéreos para as grandes empresas de construção que estavam construindo a rodovia.
Mais tarde, Yurtsever também criou Rico - Rondônia Indústria e Comércio, uma empresa que, em 1980, seriam fundidas com Táxi Aéreo Rondônia para criar Rico Taxi Aéreo.
De 1974 a 1982 Taxi Aéreo Rico manteve um contrato com a Petrobras para fornecer transporte aéreo, enquanto a estatal estava em busca de petróleo e gás natural na região amazônica. Na época a Rico operou 23 Douglas DC-3.
Em 1 de novembro de 1996, mantendo suas operações de táxi aéreo independentes, os donos da Rico Táxi Aéreo criaram a Rico Linhas Aéreas, uma companhia aérea regional. Em 2005, Rico Linhas Aéreas foi a maior companhia aérea regional do Brasil servindo Acre, Amazonas, Pará e Rondônia.
No entanto, a crise econômica de 2008 forçou Rico a diminuir drasticamente o tamanho de suas operações: entre janeiro e setembro de 2008, a Rico cancelou 90% de suas operações reduzindo sua participação para 0,02% do mercado e operando apenas dentro do estado do Amazonas.
Suspendeu temporariamente todos os voos regulares desde 01 de junho de 2010 para uma reestruturação operacional. Porém suas aeronaves estavam disponíveis para serem fretadas. Em 7 de junho de 2011, a Agência Nacional de Aviação Civil (ANAC) cancelou sua licença de operação devido a falta de estrutura da empresa alegando falta de segurança na prestação do serviço. Em outra ocasião a ANAC também suspendeu as operações da Rico por uma semana por motivos semelhantes.
Após o encerramento das operações, suas três aeronaves Boeing 737-200, PP-VME, PP-VMM e PR-RLA foram desmontadas e leiloadas. O PP-VME foi desmontado em São José dos Campos e em Manaus ficaram o PP-VMM e PR-RLA. Em maio de 2018, um de seus aviões abandonados em Manaus, PP-VMM, foi leiloado e atualmente está exposto às margens da rodovia BR-174, em Presidente Figueiredo. O restante da frota de EMB120 e EMB110 foi redirecionada ao Taxi Aéreo, segmento na qual segue com forte atuação e tradição.

## Frota

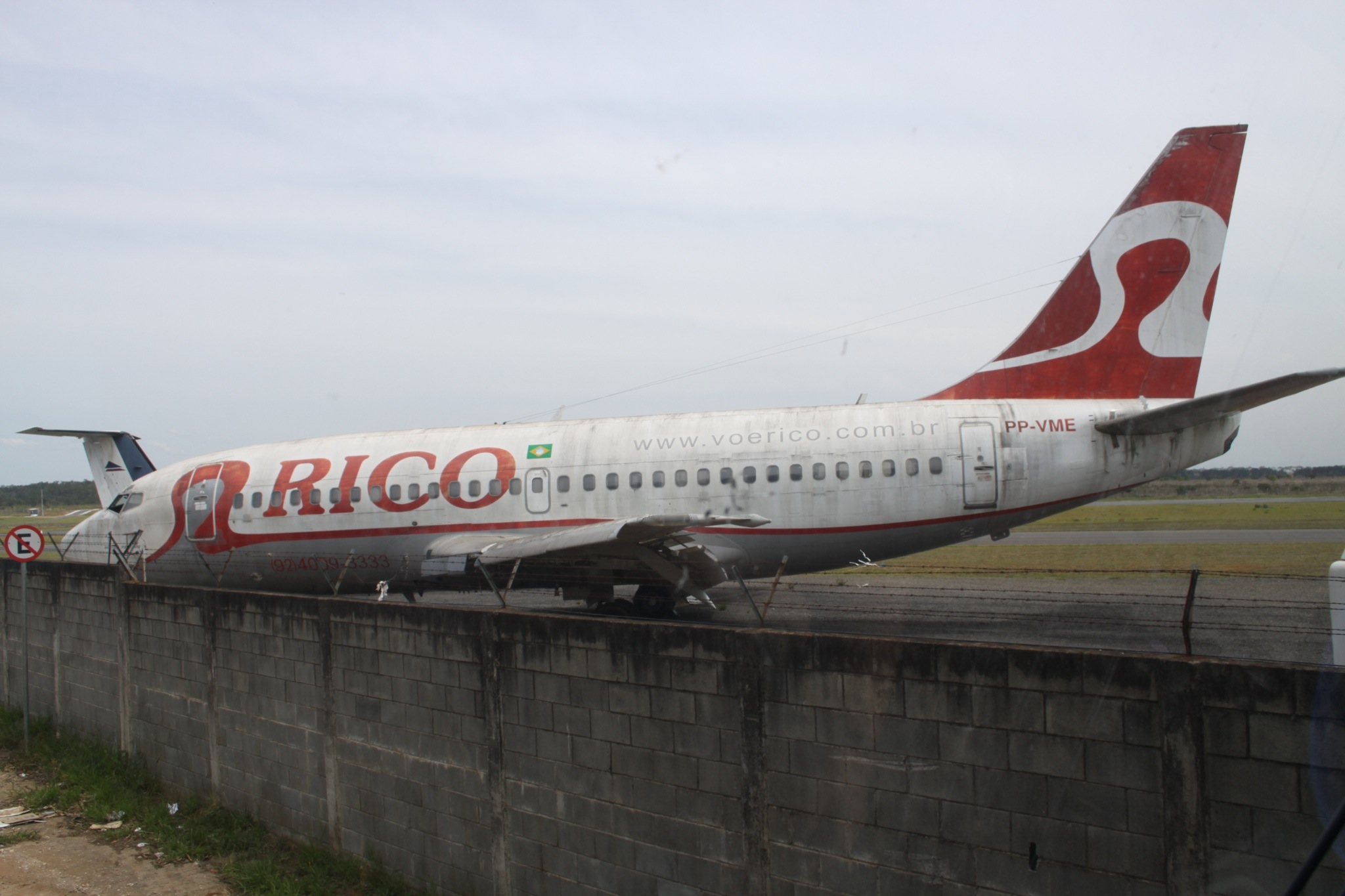
Boeing 737-200 da Rico Linhas Aéreas.

| Prefixo | Aeronave        | Serial | Ano f.f | Notas                                                    |
| ------- | --------------- | ------ | ------- | -------------------------------------------------------- |
| PP-ISG  | Embraer 120RT   | 183    | 1990    | Estocado em MAO                                          |
| PP-VME  | Boeing 737 241  | 21000  | 1974    | Ex-Varig. Desmontado em SJK                              |
| PP-VMM  | Boeing 737 241  | 21008  | 1975    | Ex-Varig. Leiloado e preservado em Presidente Figueiredo |
| PR-RLA  | Boeing 737 241  | 21009  | 1975    | Ex-Varig. Abandonado em MAO                              |
| PR-RLB  | Boeing 737 3Q8F | 23766  | 1987    | Operando na Swiftair como EC-KLR                         |
| PT-WJG  | Embraer 120RT   | 064    | 1988    | Operando na RICO Taxi Aéreo                              |
| PT-WZM  | Embraer 120RT   | 041    | 1987    | Operando na RICO Taxi Aéreo                              |